# マルヴァオンの戦い
マルヴァオンの戦い（マルヴァオンのたたかい、英語: Battle of Marvão）は七年戦争中にスペインによるポルトガル侵攻の一部で、1762年11月9日から翌日にかけて、スペインの大軍がマルヴァオン城を攻撃したがトマス・ブラウン大尉率いるイギリスとポルトガルの守備軍に撃退された戦闘。

## 背景
1762年夏にポルトガル全土を占領しようとしたスペインの2回の侵攻は失敗していたが、スペインはフランスから1万の軍勢と装備の援助を得て三たびの侵攻を計画していた。しかし、ポルトガルにもジョン・バーゴインとジョージ・タウンゼンド率いる8千のイギリス援軍が加勢していた。スペインの第3次侵攻はフランスとイギリスの和平交渉に起因した。というのも、この時期の戦闘は一般的には秋や冬におきず、春から始まるので、スペインは交渉を有利にするために晩秋での奇襲を計画したのであった。しかし、ポルトガルの司令官シャウムブルク＝リッペ伯ヴィルヘルムはすでに主な駐留軍に増援を送っていた。
スペインは軍を数手に分け、それぞれが各自の目標を攻撃した。マルヴァオンもそのうちの1つで、スペインはマルヴァオンを占領するつもりでいた。

## 戦闘
マルヴァオン城はテージョ川近くのセーラ・デ・サン・マメデにある花崗岩のごつごつした岩角の上にあり、スペインにとってはテージョ川渡河を容易にするための戦略的要所であった。城はトマス・ブラウン大尉率いる500人（ビゴー・アームストロング（英: Bigoe Armstrong）大佐の第83歩兵連隊とポルトガルの分遣隊、民兵）が数門の大砲をもって守備についていた。
スペイン軍は4千から5千の大軍だったため、恐慌状態に陥った市民は降伏を要求したが、ブラウン大尉は長い包囲戦になると見越して拒否した。このため、彼は要塞による守備側の有利にもかかわらずスペイン軍が直接攻撃を仕掛けてきたことに驚いた。
スペイン軍がマルヴァオン南東部のより緩やかな傾斜から登ろうとしたため、ブラウンは城塞からその方角に援軍を送り、マスケット銃射撃と砲撃を開始した。激しい砲火に晒された上、攻城用の梯子が短すぎて城壁にかけることができず、スペイン軍は大損害を出した。スペインの指揮官は奇襲が失敗した上に城の守備が強いことがわかると、包囲戦を準備していなかったことを理由として翌日に撤退した。

## その後
もう1つのスペイン分遣隊はオーゲルワの小さな要塞を攻撃したが、そこのポルトガル駐留軍も攻撃を予想しており、反撃に出てスペイン軍を敗走させた。
11月19日、マルヴァオンとオーゲルワの駐留軍は合流、スペイン領のラ・コドセラを急襲して占領した。このように各地の小さな町で遭った抵抗はスペインにアレンテージョを攻略するには決定的な勝利が必要であることを確信させた。しかし冬営はすでに近く、補給も不足していて、しかもスペイン軍は疫病で大損害を出していたため大きな行動に出られなかった。
結局、スペイン軍は15日に撤退をはじめ、22日に停戦を要求した。